# Myrtle Grove (North Carolina)
Myrtle Grove is een plaats (census-designated place) in de Amerikaanse staat North Carolina, en valt bestuurlijk gezien onder New Hanover County.

## Demografie
Bij de volkstelling in 2000 werd het aantal inwoners vastgesteld op 7125.

## Geografie
Volgens het United States Census Bureau beslaat de plaats een oppervlakte van
18,8 km², waarvan 17,8 km² land en 1,0 km² water.

## Plaatsen in de nabije omgeving
De onderstaande figuur toont nabijgelegen plaatsen in een straal van 12 km rond Myrtle Grove.